# Montepulciano d'Abruzzo Colline Teramane
Montepulciano d'Abruzzo Colline Teramane è la denominazione relativa al disciplinare di alcuni vini a DOCG prodotti nei comuni di Ancarano, Atri, Basciano, Bellante, Campli, Canzano, Castellalto, Castiglione Messer Raimondo, Castilenti, Cellino Attanasio, Cermignano, Civitella del Tronto, Colonnella, Controguerra, Corropoli, Giulianova, Martinsicuro, Montorio al Vomano, Morro d'Oro, Mosciano Sant'Angelo, Nereto, Notaresco, Penna Sant'Andrea, Pineto, Roseto degli Abruzzi, Sant'Egidio alla Vibrata, Sant'Omero, Silvi, Teramo, Torano Nuovo, Tortoreto in Provincia di Teramo.

## Zona di produzione
La zona di produzione di questi vini comprende un'ampia fascia della collina litoranea ed interna della provincia di Teramo ed è delimitata a nord-ovest dal massiccio del Gran Sasso e dai Monti della Laga e ad est dal mare Adriatico.
I terreni vitati derivano da depositi sedimentari marini risalenti ad un periodo a cavallo fra il pliocene ed il pleistocene e sono di natura argillo-limosa, ma tendenti al sabbioso nella zona litoranea. La loro pendenza è limitata con buona esposizione.
Il clima è temperato tendente al temperato-caldo nei mesi estivi. Le temperature medie si aggirano intorno ai 13 °C in aprile-maggio, 24-25 °C nei mesi di luglio ed agosto e 16 °C a settembre-ottobre. Le escursioni termiche giornaliere sono elevate a causa della vicinanza dei monti così come la ventilazione (con alternanza di brezze di mare e di terra), determinando così condizioni ottimali per la sanità delle uve e l'accumulo di sostanze aromatiche nei grappoli.
L'indice di Winkler, cioè la somma delle temperature medie giornaliere dell'aria al di sopra dei 10 °C calcolata dal 1º di aprile al 31 ottobre, è superiore ai 2 000 gradi-giorno, per cui sia il Montepulciano, che il più precoce Sangiovese, possono raggiungere una maturazione ottimale.
Le precipitazioni medie annue sono di 700–800 mm/anno, risultano uniformemente distribuite nell'arco dell'anno, ma con un periodo più piovoso fra ottobre e dicembre (circa 70–80 mm/mese) ed un periodo siccitoso a luglio (40–45 mm/mese).

## Storia
La viticoltura ha nel teramano origini antiche. Il primo riscontro scritto è ad opera di Polibio, storico greco-romano, che ci ricorda come Annibale, dopo la vittoria al Trasimeno (217 a.C.), attraversò l'appennino e, nelle valli teramane, trovò cibi e vini capaci di ristorare i suoi soldati esausti.
Nell’agro Teramano e di Atri, che produceva un vino chiamato Hadrianum, dove fu etichettata la prima bottiglia di Montepulciano.
Nel 1793 Michele Torcia, nel suo “Saggio Itinerario Nazionale pel Paese dei Peligni fatto nel 1792”, descrive il vitigno Montepulciano, da lui osservato nelle zone interne dell'Abruzzo, intorno a Sulmona. Successivamente le famiglie Tabassi e Mezzana, nell'espandere i loro domini, diffondono la coltivazione del Montepulciano verso il mare.
È probabile che esso sia stato piantato a Torre de' Passeri proprio dai Mezzana e successivamente sia “migrato” verso la costa agli inizi del XX secolo.
Nel 1897 Edoardo Ottavi e Arturo Marescalchi, nel trattato “Vade-Mecum del commerciante di uve e di vini in Italia” , descrivono la viticoltura del teramano "le uve predominanti erano il Trebbiano, la Malvasia, il Moscatello e la Greca, tra le bianche, il Montepulciano e il Sangiovese, tra le nere".

## Disciplinare
Precedentemente all'attuale disciplinare questa DOCG era stata:
- Approvata DOC con DPR 24.05.1968 G.U. 178 - 15.07.1968
- Approvata DOCG con DM 20.02.2003 G.U. 54 - 06.04.2003
- Modificata con DM 30.10.2007 G.U. 266 - 15.11.2007
- Modificata con DM 20.11.2009 G.U. 281 - 02.11.2009

## Tipologie

### Montepulciano d'Abruzzo Colline Teramane
| uvaggio                        | Montepulciano min. 90% |
| resa massima di uva per ettaro | 95 q.                  |
| uvaggio                        | Sangiovese max. 10%    |
| resa massima di uva per ettaro | 95 q.                  |

| Montepulciano d'Abruzzo Colline Teramane | normale     | riserva     |
| titolo alcolometrico minimo              | 12.50% vol. | 12.50% vol. |
| acidità totale minima                    | 4,5 g/l.    | 4,5 g/l.    |
| estratto secco minimo                    | 25,0 g/l.   | 25,0 g/l.   |
| zuccheri riduttori                       | -           | -           |
| resa massima di uva in vino              | min. 70%.   | max. 70%    |

- In entrambe le menzioni è consentito l’uso della menzione vigna.

### Caratteri organolettici
È un vino dal colore rosso rubino intenso con lievi sfumature violacee che tendono al granata con l’invecchiamento; all’olfatto risulta essere etereo, intenso e caratteristico, con sentori di frutta rossa matura e spezie. Il sapore è asciutto, pieno, robusto ma anche armonico e vellutato.

### Abbinamenti consigliati
Con le carni rosse grigliate, cacciagione, sughi di carne e formaggi stagionati.